# Конотопы (Львовская область)
Коното́пы (укр. Конотопи) — село в Сокальской городской общине Шептицкого района Львовской области Украины.
Население по переписи 2001 года составляло 230 человек. Занимает площадь 0,078 км². Почтовый индекс — 80028. Телефонный код — 3257.